# Ministr zemědělství Izraele
Ministr zemědělství Izraele (hebrejsky שר החקלאות‎, sar ha-chakla'ut, arabsky وزير الزراعة‎) je člen izraelské vlády, který stojí v čele ministerstva zemědělství. Plný název portfolia je od roku 1992 ministr zemědělství a rozvoje venkova (hebrejsky שר החקלאות ופיתוח הכפר‎, sar ha-chakla'ut u-fituach ha-kfar, arabsky وزير الزراعة وتطوير القرية‎). Post ministra rozvoje byl zrušen roku 1974. Od května 2020 je úřadujícím ministrem Alon Schuster ze strany Kachol lavan.
Ministr zemědělství ze své funkce dohlíží na izraelské zemědělství. V minulosti tento post zastávali dva úřadující premiérové, a to Menachem Begin a Ehud Barak. Begin tuto funkci zaujal po smrti ministra zemědělství své vlády a Barak po odchodu svého ministra zemědělství a jeho strany z vlády.
Ministr zemědělství má příležitostně svého náměstka.
| jméno          | strana           | vláda                       | funkční období          | poznámka |
| -------------- | ---------------- | --------------------------- | ----------------------- | -------- |
| Aharon Cizling | Mapam            | prozatímní                  | 14.05.1948 – 10.03.1949 |          |
| Dov Josef      | Mapaj            | 1.                          | 01.06.1949 – 01.11.1950 |          |
| Pinchas Lavon  | Mapaj            | 2.                          | 01.11.1950 – 08.10.1951 |          |
| Levi Eškol     | Mapaj            | 3.                          | 08.10.1951 – 25.06.1952 |          |
| Perec Naftali  | Mapaj            | 3., 4., 5., 6.              | 25.06.1952 – 03.11.1955 |          |
| Kadiš Luz      | Mapaj            | 7., 8.                      | 03.11.1955 – 17.12.1959 |          |
| Moše Dajan     | Mapaj            | 9., 10., 11.                | 17.12.1959 – 04.11.1964 |          |
| Chajim Gvati   | Mapaj, Ma'arach  | 11., 12., 13., 14., 15., 16 | 09.11.1964 – 03.06.1974 | [ p 1 ]  |
| Aharon Uzan    | Ma'arach         | 17.                         | 03.06.1974 – 20.06.1977 | [ p 2 ]  |
| Ariel Šaron    | Likud            | 18.                         | 20.06.1977 – 05.08.1981 |          |
| Simcha Erlich  | Likud            | 19.                         | 05.08.1981 – 19.06.1983 | [ p 3 ]  |
| Menachem Begin | Likud            | 19.                         | 19.06.1983 – 10.10.1983 | [ p 4 ]  |
| Pesach Gruper  | Likud            | 20.                         | 10.10.1983 – 13.09.1984 |          |
| Arje Nechemkin | Ma'arach         | 21., 22.                    | 13.09.1984 – 22.12.1988 |          |
| Avraham Kac-Oz | Ma'arach         | 23.                         | 22.12.1988 – 15.03.1990 |          |
| Rafa'el Ejtan  | Comet            | 24.                         | 11.06.1990 – 31.12.1991 |          |
| Ja'akov Cur    | Strana práce     | 25., 26.                    | 13.07.1992 – 18.06.1996 |          |
| Rafa'el Ejtan  | Comet            | 27.                         | 18.06.1996 – 06.07.1999 |          |
| Chajim Oron    | Merec            | 28.                         | 05.08.1999 – 24.06.2000 |          |
| Ehud Barak     | Strana práce     | 28.                         | 24.06.2000 – 07.03.2001 | [ p 4 ]  |
| Šalom Simchon  | Strana práce     | 29.                         | 07.03.2001 – 02.11.2002 |          |
| Cipi Livniová  | Likud            | 29.                         | 17.12.2002 – 28.02.2003 |          |
| Jisra'el Kac   | Likud            | 30.                         | 28.02.2003 – 14.01.2006 |          |
| Ze'ev Boim     | Kadima           | 30.                         | 18.01.2006 – 04.05.2006 |          |
| Šalom Simchon  | Strana práce     | 31., 32.                    | 04.05.2006 – 18.01.2011 |          |
| Orit Noked     | Acma'ut          | 32.                         | 18.01.2011 – 18.03.2013 |          |
| Ja'ir Šamir    | Jisra'el bejtenu | 33.                         | 18.03.2013 – 14.05.2015 |          |
| Uri Ari'el     | Židovský domov   | 34.                         | 14.05.2015 – 15.11.2019 |          |
| Cachi Hanegbi  | Likud            | 34.                         | 20.01.2020 – 17.05.2020 |          |
| Alon Schuster  | Kachol lavan     | 35.                         | od 17.05.2020           |          |

| jméno             | strana                                                   | vláda    | funkční období          |
| ----------------- | -------------------------------------------------------- | -------- | ----------------------- |
| Josef Efrati      | Mapaj                                                    | 3.       | 09.07.1952 – 24.12.1952 |
| Ze'ev Cur         | Achdut ha-avoda                                          | 7., 8.   | 05.12.1955 – 17.12.1959 |
| Aharon Uzan       | Ma'arach                                                 | 13., 14. | 17.01.1966 – 17.03.1969 |
| Ben Cijon Chalfon | Ma'arach                                                 | 15.      | 22.12.1969 – 10.03.1974 |
| Džabar Muadí      | Ma'arach, Pokrok a rozvoj, Sjednocená arabská kandidátka | 17.      | 24.03.1975 – 20.06.1977 |
| Pesach Gruper     | Likud                                                    | 19.      | 11.08.1981 – 10.10.1983 |
| Micha'el Dekel    | Likud                                                    | 20.      | 10.10.1983 – 13.09.1984 |
| Avraham Kac-Oz    | Ma'arach                                                 | 21., 22. | 24.09.1984 – 22.12.1988 |
| Walíd Hádž Jahjá  | Merec                                                    | 25., 26. | 04.08.1992 – 18.06.1996 |
| Gila Gamli'el     | Likud                                                    | 30.      | 30.03.2005 – 14.01.2006 |